# Hirschfeld (Turingia)
Hirschfeld è un comune di 105 abitanti  della Turingia, in Germania.
Appartiene al circondario (Landkreis) di Greiz (targa GRZ) ed è parte della comunità amministrativa (Verwaltungsgemeinschaft) di Am Brahmetal.